# Il fascino dell'insolito
Il fascino dell'insolito. Itinerari nella letteratura dal gotico alla fantascienza è una serie TV antologica di tre stagioni trasmessa dalla Rete 2 dal 1980 al 1982.

## Storia
La serie fu trasmessa dalla Rete 2 in tre stagioni dal 1980 al 1982:
- La prima stagione, trasmessa dal 12 gennaio al 9 febbraio del 1980, era composta da 5 episodi: La mezzatinta (sceneggiatura e regia di Biagio Proietti), La stanza n. 13 (sceneggiatura di Emanuele Vacchetto, regia di Paolo Poeti) (entrambi gli episodi tratti da M. R. James), Piccolo assassino (tratto da Ray Bradbury, sceneggiatura e regia di Stefano Calanchi), Veglia al morto (tratto da Ambrose Bierce, sceneggiatura di Biagio Proietti, regia di Mario Chiari), Miriam (tratto da Truman Capote, sceneggiatura di Biagio Proietti e Diana Crispo, regia di Biagio Proietti).
- La seconda stagione, trasmessa dal 21 agosto al 4 settembre 1981, era composta da 3 episodi: La strada al chiaro di luna (tratto da Ambrose Bierce, sceneggiatura di Franco Ferrini, regia di Massimo Manuelli), La casa della follia (tratto da Richard Matheson, sceneggiatura di Biagio Proietti e Diana Crispo, regia di Biagio Proietti), Impostore (tratto da Philip K. Dick, sceneggiatura e regia di Andrea e Antonio Frazzi).
- La terza e ultima stagione, trasmessa dal 10 luglio al 14 agosto 1982, era composta da 6 episodi: La tortura della speranza (tratto da Villiers de L'Isle-Adam, sceneggiatura e regia di Mario Chiari), La scoperta di Morniel Mataway (tratto da William Tenn,  sceneggiatura di Emanuele Vacchetto e Biagio Proietti, regia di Enrico Colosimo), Vampirismus (tratto da E. T. A. Hoffmann, sceneggiatura e regia di Giulio Questi), La cosa sulla soglia (tratto da Howard Phillips Lovecraft, sceneggiatura e regia di Andrea e Antonio Frazzi), La specialità della casa (tratto da Stanley Ellin, sceneggiatura e regia di Augusto Zucchi), Castigo senza delitto (tratto da Ray Bradbury, sceneggiatura e regia di Fabio Piccioni).

Tra i registi che diressero gli episodi della serie vi furono Giulio Questi, Enrico Colosimo, Mario Chiari, Fabio Piccioni, Paolo Poeti, Biagio Proietti, Andrea Frazzi, Antonio Frazzi e Massimo Manuelli.
Nello stesso periodo la Rai realizzò una serie analoga dal titolo I giochi del diavolo (1981). Anche in precedenza aveva realizzato serie a tema fantastico come Racconti fantastici (1979) e Nella città vampira. Drammi gotici (1978).

## Episodi
| Stagione   | Episodi | Prima TV Italia |
| ---------- | ------- | --------------- |
| Stagione 1 | 5       | 1980            |
| Stagione 2 | 3       | 1981            |
| Stagione 3 | 6       | 1982            |